# Lingua car
La lingua car è l'idioma maggiormente parlato fra le lingue nicobaresi parlate nell'arcipelago delle isole Nicobare, in India.
Il car è una lingua VOS (verbo-oggetto-soggetto) e, sotto certi aspetti, agglutinante. Ha un sistema complesso di suffissi verbali, con alcuni infissi, e anche casi distinti di genitivo e interrogativo per i nomi ed i pronomi.